# West Side Story (musical)
West Side Story (Amor sin barreras en algunos países de América Latina) es un musical con libreto de Arthur Laurents, música de Leonard Bernstein y letras de Stephen Sondheim. Basado libremente en Romeo y Julieta de William Shakespeare, el espectáculo sitúa la acción en el Upper West Side neoyorquino de mediados de los 50 y explora la rivalidad entre dos bandas juveniles de diferentes etnias: los Jets (de raíces europeas) y los Sharks (de origen puertorriqueño). Todo se complica cuando Tony, un antiguo miembro de los Jets, se enamora de María, la hermana del líder de los Sharks.
La producción original de Broadway debutó en 1957, con dirección y coreografía de Jerome Robbins, y fue nominada a seis premios Tony. El tono oscuro de la obra, sus sofisticadas melodías y escenas de baile, y el acercamiento a los problemas sociales de la época marcaron un punto de inflexión en el teatro musical estadounidense. Desde entonces, West Side Story ha sido puesto en escena en numerosas ocasiones a lo largo de todo el mundo y muchas de sus canciones se han convertido en clásicos.
En 1961 fue llevado a la gran pantalla bajo la dirección de Robert Wise y el propio Jerome Robbins. La cinta recibió el aplauso de la crítica y en la 34.ª edición de los premios Óscar se impuso en diez categorías, incluyendo mejor película. Una segunda adaptación dirigida por Steven Spielberg vio la luz en 2021.

## Producciones

### Broadway
1957
Antes de su llegada a Broadway, West Side Story se representó a modo de prueba en el National Theatre de Washington D. C. y en el Erlanger Theatre de Filadelfia entre agosto y septiembre de 1957. El estreno oficial neoyorquino tuvo lugar el 26 de septiembre de 1957 en el Winter Garden Theatre, con Larry Kert como Tony, Carol Lawrence como María, Chita Rivera como Anita, Ken Le Roy como Bernardo y Michael Callan como Riff. Producido por Robert E. Griffith y Harold Prince en asociación con Roger L. Stevens, el montaje reunió a un equipo creativo formado por Jerome Robbins en la dirección y coreografía, Oliver Smith en el diseño de escenografía, Irene Sharaff en el diseño de vestuario, Jean Rosenthal en el diseño de iluminación y Max Goberman en la dirección musical. Para el compositor Stephen Sondheim, autor de las letras de las canciones, West Side Story supuso su debut en los escenarios de Broadway.
El espectáculo recibió críticas favorables y en la edición de 1958 de los Tony fue nominado en seis categorías, alzándose finalmente con los premios a la mejor coreografía y al mejor diseño de escenografía.
Tras echar el cierre en el Winter Garden Theatre, donde se mantuvo en cartel hasta el 28 de febrero de 1959, la producción también pudo verse en el Broadway Theatre entre el 2 de marzo y el 10 de mayo de 1959, y de nuevo en el Winter Garden Theatre entre el 11 de mayo y el 27 de junio de 1959, realizando un total de 732 funciones.
1960
Una vez concluida la andadura del montaje original, West Side Story se embarcó en una gira por Estados Unidos que culminó con una nueva tanda de representaciones en Broadway. Larry Kert y Carol Lawrence repitiendo como Tony y María respectivamente, Allyn Ann McLerie como Anita, George Marcy como Bernardo y Thomas Hasson como Riff lideraron el elenco de esta reposición, que tuvo dos hogares diferentes durante las 249 funciones que se llevaron a cabo: el Winter Garden Theatre entre el 27 de abril y el 22 de octubre de 1960, y el Alvin Theatre (actual Neil Simon Theatre) entre el 24 de octubre y el 10 de diciembre de 1960.
1964
Entre el 8 de abril y el 3 de mayo de 1964, el New York City Center acogió una producción protagonizada por Don McKay como Tony, Julia Migenes como María, Luba Lisa como Anita, Jay Norman como Bernardo y James Moore como Riff. Esta puesta en escena, que se representó durante 31 únicas funciones, contó con dirección de Gerald Freedman.
Aunque oficialmente el New York City Center no es un teatro del circuito de Broadway, el montaje sí se consideró elegible para la temporada de premios y en la 34.ª edición de los Tony optó a dos galardones.
1980
Un nuevo revival pudo verse entre el 14 de febrero y el 30 de noviembre de 1980 en el Minskoff Theatre de Broadway, donde realizó un total de 333 funciones regulares y 8 previas. Esta versión, que previamente se había representado en el John F. Kennedy Center for the Performing Arts de Washington D. C. entre el 1 de enero y el 3 de febrero de ese mismo año, volvió a reunir al equipo creativo original y estuvo protagonizada por Kenneth Marshall como Tony, Josie de Guzman como María, Debbie Allen como Anita, Héctor Jaime Mercado como Bernardo y James J. Mellon como Riff.
2009
Tras casi tres décadas de ausencia, West Side Story regresó a los escenarios neoyorquinos con un montaje dirigido por el propio Arthur Laurents que estuvo en cartel entre el 19 de marzo de 2009 y el 2 de enero de 2011 en el Palace Theatre de Broadway, previo paso por el National Theatre de Washington D. C. entre el 15 de diciembre de 2008 y el 17 de enero de 2009. En total, el espectáculo fue visto por más de un millón de espectadores durante las 748 funciones regulares y 27 previas que se llevaron a cabo.
Matt Cavenaugh como Tony, Josefina Scaglione como María, Karen Olivo como Anita (premio Tony a la mejor actriz de reparto), George Akram como Bernardo y Cody Green como Riff encabezaron el elenco de esta reposición que como principal novedad incorporó fragmentos adaptados al español por Lin-Manuel Miranda en determinados pasajes. Aunque el experimento fue valorado positivamente, después de unos meses de prueba, las canciones «I Feel Pretty» y «A Boy Like That» volvieron a su idioma original.
2020
El 10 de diciembre de 2019, una nueva versión reimaginada por el director Ivo van Hove inició funciones en el Broadway Theatre, si bien el estreno oficial no pudo celebrarse hasta el 20 de enero de 2020 por una lesión en la rodilla de Isaac Cole Powell, intérprete de Tony en esta puesta en escena junto a Shereen Pimentel como María, Yesenia Ayala como Anita, Amar Ramasar como Bernardo y Dharon E. Jones como Riff.
Van Hove hizo hincapié en los aspectos sociales y políticos de la obra e introdujo cambios significativos, concentrando el libreto en un único acto y eliminando algunos fragmentos, como es el caso del número musical «I Feel Pretty». También prescindió de la icónica coreografía de Jerome Robbins, que fue sustituida por una propuesta más contemporánea firmada por Anne Teresa De Keersmaeker. El diseño de escenografía corrió a cargo de Jan Versweyveld y se caracterizó por el empleo de grandes pantallas en las que se proyectaban primeros planos de los actores.
Sin embargo, a pesar de lo novedoso de su planteamiento, este revival de West Side Story no gozó de un recorrido demasiado largo, ya que el 11 de marzo de 2020 se vio obligado a echar el cierre definitivo debido a la pandemia de COVID-19, después de tan solo 24 funciones regulares y 78 previas.

### West End
1958
La première europea tuvo lugar en la Opera House de Mánchester, donde el espectáculo se representó entre el 14 de noviembre y el 6 de diciembre de 1958, antes de dar el salto a la capital inglesa. En Londres levantó el telón el 12 de diciembre de 1958 en el Her Majesty's Theatre del West End y permaneció en cartel hasta el 10 de junio de 1961, realizando un total de 1 039 funciones.
Chita Rivera y Ken Le Roy, del reparto original neoyorquino, repitieron como Anita y Bernardo respectivamente, acompañados de Don McKay como Tony, Marlys Watters como María y George Chakiris como Riff. El equipo creativo se mantuvo respecto al de Broadway, con las incorporaciones de Joe Davis en el diseño de iluminación y Lawrence Leonard en la dirección musical.
1974
El 19 de diciembre de 1974, una producción dirigida por Bill Kenwright recaló en el Shaftesbury Theatre como parte de una extensa gira por Reino Unido e Irlanda. Este montaje, que un año antes ya había pisado suelo londinense aunque fuera del circuito del West End, estuvo protagonizado en su etapa en el Shaftesbury por Lionel Morton como Tony, Christiana Matthews como María, Petra Siniawski como Anita, Paul Hart como Bernardo y Roger Finch como Riff. Las funciones se prolongaron hasta verano de 1975.
1984
La siguiente vez que West Side Story pudo verse en el West End fue en el Her Majesty's Theatre entre el 16 de mayo de 1984 y el 28 de septiembre de 1985, bajo la dirección de Tom Abbott. Steven Pacey como Tony, Jan Hartley como María, Lee Robinson como Anita, Sam Williams como Bernardo y Richard Pettyfer como Riff lideraron el elenco de esta puesta en escena que, antes de su llegada a Londres, había estado en la carretera durante cinco meses.
1998
Un montaje itinerante recorrió Reino Unido e Irlanda en la temporada 1997/1998, culminando con una doble estancia en el West End londinense: primero en el Prince Edward Theatre entre el 6 de octubre de 1998 y el 16 de enero de 1999, y posteriormente en el Prince of Wales Theatre entre el 22 de enero de 1999 y el 8 de enero de 2000. La producción fue dirigida por Alan Johnson y contó con David Habbin como Tony, Katie Knight-Adams como María, Anna-Jane Casey como Anita, Graham Macduff como Bernardo y Edward Baker-Duly como Riff.

### España
1996
En España debutó el 16 de diciembre de 1996 el Teatre Tívoli de Barcelona, dirigido por Ricard Reguant y protagonizado por Lorenzo Moncloa como Tony, Alba Quezada como María, Marta Ribera como Anita, Víctor Ullate Roche como Bernardo, Fedor de Pablos como Riff, Enric Casamitjana como Doc y Gladhand, Pep Torrents como Schrank y Miguel Ángel Mateu como Krupke. Jordi Fusalba interpretó a Tony durante las funciones previas al estreno oficial, pero tuvo que abandonar la compañía debido a una afección en las cuerdas vocales.
La versión de Reguant introdujo algunos conceptos utilizados en la película de 1961, como convertir el número musical «America» en un enfrentamiento entre los chicos y chicas Shark, o intercambiar el orden de las canciones «Cool» y «Gee, Officer Krupke». Las coreografías fueron recreadas por Barry McNabb a partir de las originales de Jerome Robbins, mientras que la dirección musical recayó en Miquel Ortega. El resto del equipo creativo lo completaron Quim Roy en el diseño de escenografía, María Araujo en el diseño de vestuario, Quico Gutiérrez en el diseño de iluminación, Toni Vila en el diseño de sonido y Albert Mas-Griera en la adaptación del libreto y las letras al castellano. La producción corrió a cargo de la empresa Focus.
Después de cinco meses en cartel, West Side Story dijo adiós a la Ciudad Condal el 18 de mayo de 1997 y a continuación se embarcó en una gira nacional que incluyó una parada en el Teatro Nuevo Apolo de Madrid entre el 18 de diciembre de 1997 y el 1 de marzo de 1998.
2018
Entre el 3 de octubre de 2018 y el 2 de junio de 2019, SOM Produce presentó un nuevo montaje en el Teatro Calderón de Madrid, con Javier Ariano como Tony, Talía del Val como María, Silvia Álvarez como Anita, Oriol Anglada como Bernardo, Víctor González como Riff, Enrique R. del Portal como Doc, Armando Pita como Schrank, Carlos Seguí como Krupke y Diego Molero como Gladhand. Dirigida por Federico Barrios, quien también se encargó de recrear las coreografías originales de Jerome Robbins, esta puesta en escena contó con dirección musical de Gaby Goldman, diseño de escenografía de Ricardo Sánchez Cuerda, diseño de vestuario de Antonio Belart, diseño de iluminación de Carlos Torrijos y Juan Gómez-Cornejo, diseño de sonido de Gastón Briski y adaptación al castellano de David Serrano y Alejandro Serrano. Para poner en marcha el proyecto fue necesaria una inversión de más de tres millones de euros, así como una reforma íntegra del escenario del Teatro Calderón.
Tras la estancia en Madrid, West Side Story emprendió un tour nacional que dio comienzo el 20 de junio de 2019 en el Teatro Cuyás de Las Palmas de Gran Canaria y concluyó el 7 de marzo de 2020 en el Palacio de Festivales de Santander, destacando una parada de dos meses en el Teatre Tívoli de Barcelona entre el 20 de diciembre de 2019 y el 16 de febrero de 2020. En un principio estaba previsto que la gira continuase hasta final de temporada, pero el cierre tuvo que ser adelantado debido a la pandemia de COVID-19. Aun así, la producción superó las 500 funciones y fue vista por más de 400 000 espectadores.

### Otras producciones
West Side Story se ha representado en países como Alemania, Argentina, Australia, Austria, Bélgica, Brasil, Canadá, China, Corea del Sur, Costa Rica, Dinamarca, España, Estados Unidos, Filipinas, Finlandia, Francia, Hungría, Irlanda, Israel, Italia, Japón, México, Noruega, Nueva Zelanda, Países Bajos, Panamá, Perú, Portugal, Reino Unido, República Checa, Singapur, Sudáfrica, Suecia, Suiza, Taiwán o Uruguay, y ha sido traducido a multitud de idiomas.
En Estados Unidos ha salido a la carretera en varias ocasiones. El primer tour nacional arrancó el 1 de julio de 1959 en el Municipal Auditorium de Denver, protagonizado por Larry Kert como Tony, Sonya Wilde como María, Devra Korwin como Anita, Carmine Terra como Bernardo y Thomas Hasson como Riff, y estuvo recorriendo el país durante diez meses.
Entre el 25 de junio y el 6 de julio de 2009, West Side Story pudo verse en el Escenario Puerta del Ángel de Madrid, como parte de una gira internacional que había dado comienzo ese mismo año en Lyon. Scott Sussman y Chad Hilligus alternándose como Tony, Kendall Kelly y Ali Ewoldt alternándose como María, Oneika Phillips como Anita, Emmanuel de Jesús Silva como Bernardo y Michael D. Jablonski como Riff encabezaron el reparto de este montaje que posteriormente también visitó Santander y Gijón.

## Adaptaciones cinematográficas
En 1961, West Side Story fue llevado a la gran pantalla bajo la dirección de Robert Wise y el propio Jerome Robbins, con Richard Beymer, Natalie Wood, Rita Moreno, George Chakiris y Russ Tamblyn en los papeles protagonistas. La cinta recibió el aplauso de la crítica y en la 34.ª edición de los premios Óscar se impuso en diez categorías, entre ellas mejor película. También fue un éxito de público, convirtiéndose en el segundo título más taquillero del año en Estados Unidos, y su banda sonora se mantuvo durante 54 semanas en el primer puesto del Billboard 200, un dato que no ha sido igualado por ningún otro álbum en la historia.
La adaptación cinematográfica de West Side Story presenta diversos cambios respecto a su predecesor teatral, alterando el orden de algunas escenas e introduciendo variaciones en las letras de las canciones. Destaca el caso de la canción «America», que en la película se convierte en un enfrentamiento entre los chicos y chicas Shark.
Una segunda versión dirigida por Steven Spielberg se estrenó en 2021, con un elenco liderado por Ansel Elgort, Rachel Zegler, Ariana DeBose, David Álvarez y Mike Faist. Rita Moreno, que en el filme de 1961 dio vida a Anita, también formó parte del reparto como Valentina, un nuevo personaje creado especialmente para la ocasión.

## Personajes
| Personaje | Descripción |
| Tony      | Antiguo líder de los Jets, un muchacho idealista y de buen corazón que ha comenzado una nueva vida alejado de las bandas juveniles. Cuando conoce a María, la hermana del cabecilla de los Sharks, se ve en una encrucijada entre el amor que siente hacia ella y la lealtad a sus amigos. |
| María     | Una joven inocente y romántica que acaba de llegar de Puerto Rico. Es hermana de Bernardo, el líder de los Sharks, pero a pesar de ello se enamora perdidamente de Tony. |
| Anita     | La novia de Bernardo, una muchacha resuelta y segura de sí misma que actúa como una especie de hermana mayor para María. |
| Bernardo  | El líder de los Sharks, un joven orgulloso y territorial, enemigo irreconciliable de los Jets. |
| Riff      | El mejor amigo de Tony y actual cabecilla de los Jets. Desea acabar con los Sharks para hacerse con el control del barrio. |
| Doc       | El dueño de la tienda donde trabaja Tony, un hombre sabio y de buen carácter. |
| Schrank   | Teniente de policía molesto por la creciente ola de violencia entre los Jets y los Sharks. |
| Krupke    | Oficial de policía que a menudo se convierte en objeto de burla de las bandas juveniles. |
| Gladhand  | Trabajador social a cargo del baile que se celebra en el gimnasio del barrio, punto de encuentro neutral entre los Jets y los Sharks. |

## Números musicales
| Acto I - «Prologue» - «Jet Song» - «Something's Coming» - «The Dance at the Gym» - «Maria» - «Tonight» - «America» - «Cool» - «One Hand, One Heart» - «Tonight (Quintet)» - «The Rumble» | Acto II - «I Feel Pretty» - «Somewhere» - «Gee, Officer Krupke - «A Boy Like That»/«I Have a Love» - «Finale» |

## Repartos originales

### Broadway
| Personaje | Broadway (1957) | Broadway (1960)       | Broadway (1964) | Broadway (1980)      | Broadway (2009)    | Broadway (2020)   |
| Tony      | Larry Kert      | Larry Kert            | Don McKay       | Kenneth Marshall     | Matt Cavenaugh     | Isaac Cole Powell |
| María     | Carol Lawrence  | Carol Lawrence        | Julia Migenes   | Josie de Guzman      | Josefina Scaglione | Shereen Pimentel  |
| Anita     | Chita Rivera    | Allyn Ann McLerie     | Luba Lisa       | Debbie Allen         | Karen Olivo        | Yesenia Ayala     |
| Bernardo  | Ken Le Roy      | George Marcy          | Jay Norman      | Héctor Jaime Mercado | George Akram       | Amar Ramasar      |
| Riff      | Michael Callan  | Thomas Hasson         | James Moore     | James J. Mellon      | Cody Green         | Dharon E. Jones * |
| Doc       | Art Smith       | Albert M. Ottenheimer | Harry Davis     | Sammy Smith          | Greg Vinkler       | Daniel Oreskes    |
| Schrank   | Arch Johnson    | Ted Gunther           | Ted Gunther     | Arch Johnson         | Steve Bassett      | Thomas Jay Ryan   |
| Krupke    | William Bramley | Roger Franklin        | Frank Downing   | John Bentley         | Lee Sellars        | Danny Wolohan     |
| Gladhand  | John Harkins    | Ross Hertz            | Brooks Morton   | Jake Turner          | Michael Mastro     | Pippa Pearthree   |

* En un principio el papel de Riff recayó en Ben Cook, pero una lesión durante las funciones previas provocó su salida de la compañía.

### West End
| Personaje | West End (1958) | West End (1974)     | West End (1984)  | West End (1998)    |
| Tony      | Don McKay       | Lionel Morton       | Steven Pacey     | David Habbin       |
| María     | Marlys Watters  | Christiana Matthews | Jan Hartley      | Katie Knight-Adams |
| Anita     | Chita Rivera    | Petra Siniawski     | Lee Robinson     | Anna-Jane Casey    |
| Bernardo  | Ken Le Roy      | Paul Hart           | Sam Williams     | Graham Macduff     |
| Riff      | George Chakiris | Roger Finch         | Richard Pettyfer | Edward Baker-Duly  |

### América Latina
| Personaje | Ciudad de México (1976) | Buenos Aires (1981) | Ciudad de México (2004) | Ciudad de México (2023) |
| Tony      | Gualberto Castro        | Silvestre           | Eduardo Capetillo       | Axel Muñiz              |
| María     | María Medina            | Susan Ferrer        | Biby Gaytán             | Ana Paula Capetillo     |
| Anita     |                         | Yeni Patiño         | Chantal Andere          | Biby Gaytán             |
| Bernardo  |                         |                     | Jaime Camil             | Luis Caballero          |
| Riff      |                         |                     | Flavio Medina           | Marco León              |

### España
| Personaje | Barcelona (1996)    | Madrid (2018)         |
| Tony      | Lorenzo Moncloa *   | Javier Ariano         |
| María     | Alba Quezada        | Talía del Val         |
| Anita     | Marta Ribera        | Silvia Álvarez        |
| Bernardo  | Víctor Ullate Roche | Oriol Anglada         |
| Riff      | Fedor de Pablos     | Víctor González       |
| Doc       | Enric Casamitjana   | Enrique R. del Portal |
| Schrank   | Pep Torrents        | Armando Pita          |
| Krupke    | Miguel Ángel Mateu  | Carlos Seguí          |
| Gladhand  | Enric Casamitjana   | Diego Molero          |

* Jordi Fusalba interpretó a Tony durante las funciones previas en el Teatre Tívoli de Barcelona, pero tuvo que abandonar la compañía antes del estreno oficial debido a una afección en las cuerdas vocales.

### Adaptaciones cinematográficas
| Personaje | Película (1961) | Película (2021)    |
| Tony      | Richard Beymer  | Ansel Elgort       |
| María     | Natalie Wood    | Rachel Zegler      |
| Anita     | Rita Moreno     | Ariana DeBose      |
| Bernardo  | George Chakiris | David Álvarez      |
| Riff      | Russ Tamblyn    | Mike Faist         |
| Doc *     | Ned Glass       | —                  |
| Schrank   | Simon Oakland   | Corey Stoll        |
| Krupke    | William Bramley | Brian d'Arcy James |
| Gladhand  | John Astin      | Mike Iveson        |

* En la segunda adaptación cinematográfica el personaje de Doc no aparece y en su lugar se incluye un rol similar de nombre Valentina que interpreta Rita Moreno.

## Grabaciones
Existen multitud de álbumes interpretados por los elencos de las diferentes producciones que se han estrenado a lo largo de todo el mundo, además de las bandas sonoras de las dos adaptaciones cinematográficas y numerosas grabaciones de estudio.
Hasta la fecha no se ha editado ningún álbum completo en español, aunque para el montaje de Madrid de 2018 los temas «Mambo», «María», «Tonight», «America» y «Tonight (Quintet)» fueron grabados con fines promocionales.

## Premios y nominaciones

### Producción original de Broadway
| Año  | Premio              | Categoría                             | Nominado       | Resultado |
| ---- | ------------------- | ------------------------------------- | -------------- | --------- |
| 1958 | Theatre World Award | Theatre World Award                   | Carol Lawrence | Ganadora  |
| 1958 | Tony Award          | Mejor musical                         | Mejor musical  | Nominado  |
| 1958 | Tony Award          | Mejor actriz de reparto en un musical | Carol Lawrence | Nominada  |
| 1958 | Tony Award          | Mejor coreografía                     | Jerome Robbins | Ganador   |
| 1958 | Tony Award          | Mejor diseño de escenografía          | Oliver Smith   | Ganador   |
| 1958 | Tony Award          | Mejor diseño de vestuario             | Irene Sharaff  | Nominada  |
| 1958 | Tony Award          | Mejor dirección musical               | Max Goberman   | Nominado  |

### Producción de Broadway de 1964
| Año  | Premio     | Categoría                      | Nominado                        | Resultado |
| ---- | ---------- | ------------------------------ | ------------------------------- | --------- |
| 1964 | Tony Award | Mejor producción de un musical | City Center Light Opera Company | Nominada  |
| 1964 | Tony Award | Mejor dirección musical        | Charles Jaffe                   | Nominado  |

### Producción de Broadway de 1980
| Año  | Premio           | Categoría                             | Nominado        | Resultado |
| ---- | ---------------- | ------------------------------------- | --------------- | --------- |
| 1980 | Drama Desk Award | Mejor actriz de reparto en un musical | Debbie Allen    | Ganadora  |
| 1980 | Tony Award       | Mejor revival                         | Mejor revival   | Nominado  |
| 1980 | Tony Award       | Mejor actriz de reparto en un musical | Josie de Guzman | Nominada  |
| 1980 | Tony Award       | Mejor actriz de reparto en un musical | Debbie Allen    | Nominada  |

### Producción española de 1996
| Año  | Premio     | Categoría                                   | Nominado                           | Resultado |
| ---- | ---------- | ------------------------------------------- | ---------------------------------- | --------- |
| 1998 | Premio Max | Mejor espectáculo musical o lírico          | Mejor espectáculo musical o lírico | Nominado  |
| 1998 | Premio Max | Mejor diseño de vestuario                   | María Araujo                       | Nominada  |
| 1999 | Premio Max | Mejor espectáculo musical o lírico          | Mejor espectáculo musical o lírico | Nominado  |
| 1999 | Premio Max | Mejor producción privada de artes escénicas | Focus                              | Nominado  |
| 1999 | Premio Max | Mejor intérprete masculino de danza         | Víctor Ullate Roche                | Nominado  |
| 1999 | Premio Max | Mejor dirección musical                     | Miquel Ortega                      | Nominado  |

### Producción de Broadway de 2009
| Año  | Premio              | Categoría                             | Nominado                    | Resultado |
| ---- | ------------------- | ------------------------------------- | --------------------------- | --------- |
| 2009 | Tony Award          | Mejor revival de un musical           | Mejor revival de un musical | Nominado  |
| 2009 | Tony Award          | Mejor actriz principal en un musical  | Josefina Scaglione          | Nominada  |
| 2009 | Tony Award          | Mejor actriz de reparto en un musical | Karen Olivo                 | Ganadora  |
| 2009 | Tony Award          | Mejor diseño de iluminación           | Howell Binkley              | Nominado  |
| 2009 | Drama Desk Award    | Mejor revival de un musical           | Mejor revival de un musical | Nominado  |
| 2009 | Drama Desk Award    | Mejor actriz de reparto en un musical | Karen Olivo                 | Nominada  |
| 2009 | Theatre World Award | Theatre World Award                   | Josefina Scaglione          | Ganadora  |

### Producción española de 2018
| Año  | Premio                    | Categoría                          | Nominado                            | Resultado |
| ---- | ------------------------- | ---------------------------------- | ----------------------------------- | --------- |
| 2019 | Premio del Teatro Musical | Mejor musical                      | Mejor musical                       | Nominado  |
| 2019 | Premio del Teatro Musical | Mejor dirección de escena          | Federico Barrios                    | Nominado  |
| 2019 | Premio del Teatro Musical | Mejor dirección musical            | Gaby Goldman                        | Nominado  |
| 2019 | Premio del Teatro Musical | Mejor coreografía                  | Federico Barrios, Jerome Robbins    | Ganadores |
| 2019 | Premio del Teatro Musical | Mejor escenografía                 | Ricardo Sánchez Cuerda              | Nominado  |
| 2019 | Premio del Teatro Musical | Mejor diseño de iluminación        | Carlos Torrijos, Juan Gómez-Cornejo | Nominados |
| 2019 | Premio del Teatro Musical | Mejor diseño de sonido             | Gastón Briski                       | Ganador   |
| 2019 | Premio del Teatro Musical | Mejor figurinista                  | Antonio Belart                      | Nominado  |
| 2019 | Premio del Teatro Musical | Mejor actriz protagonista          | Silvia Álvarez                      | Nominada  |
| 2019 | Premio del Teatro Musical | Mejor actriz protagonista          | Talía del Val                       | Nominada  |
| 2019 | Premio del Teatro Musical | Mejor actor de reparto             | Oriol Anglada                       | Nominado  |
| 2019 | Premio del Teatro Musical | Mejor actor de reparto             | Víctor González                     | Nominado  |
| 2019 | Premio del Teatro Musical | Interpretación destacada femenina  | Joana Quesada                       | Nominada  |
| 2019 | Premio del Teatro Musical | Interpretación destacada masculina | Javier Ariano                       | Nominado  |

### Producción de Broadway de 2020
| Año  | Premio           | Categoría                             | Nominado                    | Resultado |
| ---- | ---------------- | ------------------------------------- | --------------------------- | --------- |
| 2020 | Drama Desk Award | Mejor revival de un musical           | Mejor revival de un musical | Nominado  |
| 2020 | Drama Desk Award | Mejor actriz de reparto en un musical | Yesenia Ayala               | Nominada  |
| 2020 | Drama Desk Award | Mejor coreografía                     | Anne Teresa de Keersmaeker  | Nominada  |
| 2020 | Drama Desk Award | Mejores orquestaciones                | Jonathan Tunick             | Nominado  |
| 2020 | Drama Desk Award | Mejor diseño de proyecciones          | Luke Halls                  | Ganador   |
| 2020 | Drama Desk Award | Mejor diseño de sonido en un musical  | Tom Gibbons                 | Nominado  |